# Gouvernement Cîțu
Roumanie
Orban II Ciucă
Le gouvernement Cîțu (en roumain : Guvernul Florin Cîțu) est le gouvernement de la Roumanie du 23 décembre 2020 au 25 novembre 2021, sous la 9e législature de la Chambre des députés et du Sénat.
Il est dirigé par le libéral Florin Cîțu, dont le PNL est arrivé deuxième aux élections législatives et a formé une coalition avec trois autres partis libéraux. Il succède au deuxième gouvernement de Ludovic Orban, issu du même parti.

## Mandat
Ce gouvernement est dirigé par le nouveau Premier ministre libéral Florin Cîțu, précédemment ministre des Finances publiques. Il est constitué et soutenu par une coalition de centre droit entre le Parti national libéral (PNL), l'Union sauvez la Roumanie (USR), le Parti de la liberté, de l'unité et de la solidarité (PLUS) et l'Union démocrate magyare de Roumanie (UDMR). Ensemble, ils disposent de 169 députés sur 330, soit 51,2 % des sièges de la Chambre des députés, et de 75 sénateurs sur 136, soit 55,1 % des sièges du Sénat.
Il est formé à la suite des élections législatives du 6 décembre 2020.
Il succède donc au second gouvernement de Ludovic Orban, constitué du seul PNL en minorité et bénéficiant du soutien sans participation de l'USR.

### Formation
Au cours du scrutin parlementaire, marqué par un taux de participation inférieur à un tiers des inscrits, le Parti social-démocrate (PSD) arrive en tête avec environ 30 % des voix. Cependant, le centre droit libéral se trouve en meilleure position pour gouverner, puisque le Parti national libéral remporte près de 25 % des voix, tandis que l'Alliance 2020 USR-PLUS totalise près de 15 % des suffrages exprimés.
Au lendemain du scrutin, le Premier ministre Ludovic Orban remet sa démission, expliquant vouloir assumer la contre-performance du PNL, qui n'est pas parvenu à se placer en tête du scrutin. De son côté, le président Klaus Iohannis signale qu'il n'y a pas de vainqueur clair mais qu'une coalition de centre droit doit prendre l'initiative, soulignant qu'une victoire des libéraux était un objectif qu'il poursuivait.
Au cours d'une de leurs rencontres, le chef de l'État et l'ancien chef de l'exécutif s'accordent le 9 décembre pour proposer le ministre des Finances publiques Florin Cîțu pour diriger le prochain gouvernement, une position partagée ensuite par les principaux dirigeants du PNL. La coalition entre l'USR et le PLUS fait de son côté le choix de proposer l'ancien Premier ministre Dacian Cioloș, président du groupe Renew Europe au Parlement européen, tandis que le Parti social-démocrate soutient l'expert en santé publique Alexandru Rafila, qui n'a aucune chance d'accéder à la direction du cabinet roumain faute de soutiens suffisants.
Le Parti national libéral, l'Union sauvez la Roumanie et le Parti de la liberté, de l'unité et de la solidarité échouent par deux fois dans la semaine qui suit à se mettre d'accord sur un candidat commun aux fonctions de Premier ministre. Le PNL souhaite en effet que son président Ludovic Orban accède à la présidence de la Chambre des députés, ou bien retrouve la tête de l'exécutif dans un scénario qui verrait alors Florin Cîțu élu président du Sénat ; ces deux alternatives sont fermement rejetées par l'USR et le PLUS,. Finalement, un accord est conclu au lendemain du second échec, le 18 décembre, répartissant les ministères entre les trois partis, confiant à Anca Paliu Dragu de l'USR-PLUS la présidence du Sénat et à Ludovic Orban celle de la Chambre des députés,.
Florin Cîțu est formellement chargé par Klaus Iohannis de former le nouveau gouvernement du pays le 22 décembre au soir, après que le président roumain a consulté les forces politiques représentées au Parlement. Lors de la rencontre avec les dirigeants de la future majorité parlementaire, ces derniers ont indiqué au chef de l'État avoir l'intention d'organiser le vote de confiance dès le lendemain. Les quatre formations de la coalition gouvernementale confirment la liste des ministres quelques heures après la désignation de Cîțu comme formateur. Comme envisagé, le Parlement accorde sa confiance à l'équipe ministérielle de Florin Cîțu par 260 voix favorables contre 186 oppositions le 23 décembre. Le gouvernement est assermenté peu après au palais Cotroceni devant le président Iohannis. Ne comptant qu'une seule femme parmi ses 21 membres, il constitue l'exécutif le moins paritaire depuis la chute du communisme.

### Évolution de la composition
Le Premier ministre indique le 14 avril 2021 avoir demandé au président de relever le ministre de la Santé Vlad Voiculescu de ses responsabilités. Il justifie sa décision par la publication d'une ordonnance facilitant le confinement des grandes villes roumaines qui n'avait pas été discutée avec les autres ministères, alors que le manque de communication entre Vlad Voiculescu et ses collègues dans la gestion de la pandémie de Covid-19 était déjà source de tensions. Après le refus de Dan Barna d'assurer l'intérim, le Premier ministre décide de remplir cette fonction. Le 21 avril, Ioana Mihăilă est nommée ministre de la Santé.

### Rupture de la coalition et succession
Le limogeage du ministre de la Justice Stelian Ion le 1er septembre par Florin Cîțu provoque six jours plus tard le départ de l'alliance USR-PLUS de la coalition gouvernementale.
Une motion de censure, déposée par le Parti social-démocrate (PSD), est votée à l'encontre du gouvernement Cîțu le 5 octobre suivant par le Parlement, avec le soutien de l'USR et de l'Alliance pour l'unité des Roumains (AUR). Celle-ci est adoptée par 281 voix favorables, soit 48 de plus que la majorité requise et un record dans l'histoire des motions de censure en Roumanie,.
Le 11 octobre, Klaus Iohannis charge l'ancien Premier ministre et président de l'USR Dacian Cioloș de former un nouveau gouvernement. Le choix de Dacian Cioloș, qui dispose de dix jours pour présenter une équipe ministérielle aux deux chambres du Parlement, constitue une surprise puisqu'il ne bénéficie pas du soutien d'une potentielle majorité à l'issue des entretiens menés par le chef de l'État avec les représentants des différentes forces politiques, mais il a été le seul candidat formellement proposé dans le cadre de ces échanges. L'USR ayant causé la chute du gouvernement Cîțu et refusant de reconduire la majorité sortante sous la conduite du Premier ministre déchu, le Parti national libéral ne souhaite pas négocier avec elle,. Celui-ci présente le 17 octobre sa liste de ministres au bureau national de l'USR puis déposée le lendemain sur les bureaux des chambres du Parlement. Le 20 octobre, comme pressenti, l'exécutif proposé n'obtient pas la confiance du Parlement.
Le 21 octobre, le ministre de la Défense Nicolae Ciucă est chargé de former un gouvernement. Alors que l'Union démocrate magyare de Roumanie (UDMR) accepte rapidement de reconduire un gouvernement minoritaire avec le PNL, le PSD propose de le soutenir temporairement durant la pandémie de Covid-19 en échange d'accepter 10 mesures. Il présente son gouvernement le 29 octobre. N'ayant pas réussi à obtenir le soutien du PSD ou de l'USR, il renonce à former un gouvernement le 1er novembre.
Le 12 novembre, après plusieurs semaines de négociations, le PNL, le PSD et l'UDMR concluent une entente de base pour la formation d'un gouvernement de coalition, alors que des questions restent à résoudre, comme le nom du Premier ministre ou le principe d'une rotation à la tête du gouvernement. Un accord de coalition est obtenu le 21 novembre sur le principe d'une rotation entre les deux partis après 18 mois entre Nicolae Ciucă et le président du PSD, Marcel Ciolacu, ainsi que sur la répartition des ministères. Le lendemain, Ciucă est de nouveau désigné Premier ministre, recevant le soutien du PNL, du PSD et de l'UDMR lors des consultations présidentielles,.

## Composition

### Initiale (23 décembre 2020)
- Par rapport au gouvernement Orban II, les nouveaux ministres sont indiqués en gras et ceux ayant changé d'attribution en italique.

| Poste                                                                 | Titulaire | Titulaire                                                                                            | Parti |
| --------------------------------------------------------------------- | --------- | --- | ----- |
| Premier ministre                                                      |           | Florin Cîțu                                                                                          | PNL   |
| Vice-Premier ministre                                                 |           | Dan Barna                                                                                            | USR   |
| Vice-Premier ministre                                                 |           | Hunor Kelemen                                                                                        | UDMR  |
| Ministre des Finances                                                 |           | Alexandru Nazare (jusqu'au 08/07/2021) Florin Cîțu (a.i.) Dan Vîlceanu (en) (à partir du 18/08/2021) | PNL   |
| Ministre des Affaires intérieures                                     |           | Lucian Bode                                                                                          | PNL   |
| Ministre des Affaires étrangères                                      |           | Bogdan Aurescu                                                                                       | Sans  |
| Ministre de la Justice                                                |           | Stelian Ion (en) (jusqu'au 01/09/2021)                                                               | USR   |
| Ministre de la Justice                                                |           | Lucian Bode (a.i.)                                                                                   | PNL   |
| Ministre de la Défense nationale                                      |           | Nicolae Ciucă                                                                                        | PNL   |
| Ministre de l'Économie, de l'Entrepreneuriat et du Tourisme           |           | Claudiu Năsui (en)                                                                                   | USR   |
| Ministre de l'Énergie                                                 |           | Virgil-Daniel Popescu                                                                                | PNL   |
| Ministre des Transports et des Infrastructures                        |           | Cătălin Drulă (en)                                                                                   | USR   |
| Ministre de l'Agriculture et du Développement rural                   |           | Nechita-Adrian Oros                                                                                  | PNL   |
| Ministre de l'Environnement, des Eaux et des Forêts                   |           | Barna Tánczos (en)                                                                                   | UDMR  |
| Ministre du Développement, des Travaux publics et de l'Administration |           | Attila Cseke                                                                                         | UDMR  |
| Ministre des Investissements et des Projets européens                 |           | Cristian Ghinea                                                                                      | USR   |
| Ministre du Travail et de la Protection sociale                       |           | Raluca Turcan                                                                                        | PNL   |
| Ministre de la Santé                                                  |           | Vlad Voiculescu (en) (jusqu'au 14/04/2021)                                                           | PLUS  |
| Ministre de la Santé                                                  |           | Florin Cîțu (a.i.)                                                                                   | USR   |
| Ministre de la Santé                                                  |           | Ioana Mihăilă (à partir du 21/04/2021)                                                               | PLUS  |
| Ministre de l'Éducation                                               |           | Sorin Cîmpeanu                                                                                       | PNL   |
| Ministre de la Recherche, de l'Innovation et du Numérique             |           | Ciprian Teleman (en)                                                                                 | PLUS  |
| Ministre de la Culture                                                |           | Bogdan Gheorghiu                                                                                     | PNL   |
| Ministre de la Jeunesse et des Sports                                 |           | Eduard Novak                                                                                         | UDMR  |

### Remaniement du 8 septembre 2021
Les nouveaux ministres sont indiqués en gras et ceux ayant changé d'attribution en italique.
| Poste | Titulaire | Titulaire             | Parti |
| --- | --------- | --------------------- | ----- |
| Premier ministre Ministre des Investissements et des Projets européens (a.i.)                                        |           | Florin Cîțu           | PNL   |
| Vice-Premier ministre                                                                                                |           | Hunor Kelemen         | UDMR  |
| Ministre des Finances Ministre des Transports et des Infrastructures (a.i.)                                          |           | Dan Vîlceanu (en)     | PNL   |
| Ministre des Affaires intérieures Ministre de la Justice (a.i.)                                                      |           | Lucian Bode           | PNL   |
| Ministre des Affaires étrangères                                                                                     |           | Bogdan Aurescu        | Sans  |
| Ministre de la Défense nationale                                                                                     |           | Nicolae Ciucă         | PNL   |
| Ministre de l'Énergie Ministre de l'Économie, de l'Entrepreneuriat et du Tourisme (a.i.)                             |           | Virgil-Daniel Popescu | PNL   |
| Ministre de l'Agriculture et du Développement rural                                                                  |           | Nechita-Adrian Oros   | PNL   |
| Ministre de l'Environnement, des Eaux et des Forêts Ministre de la Recherche, de l'Innovation et du Numérique (a.i.) |           | Barna Tánczos (en)    | UDMR  |
| Ministre du Développement, des Travaux publics et de l'Administration Ministre de la Santé (a.i.)                    |           | Attila Cseke          | UDMR  |
| Ministre du Travail et de la Protection sociale                                                                      |           | Raluca Turcan         | PNL   |
| Ministre de l'Éducation                                                                                              |           | Sorin Cîmpeanu        | PNL   |
| Ministre de la Culture                                                                                               |           | Bogdan Gheorghiu      | PNL   |
| Ministre de la Jeunesse et des Sports                                                                                |           | Eduard Novak          | UDMR  |